# 赴戦湖国立公園

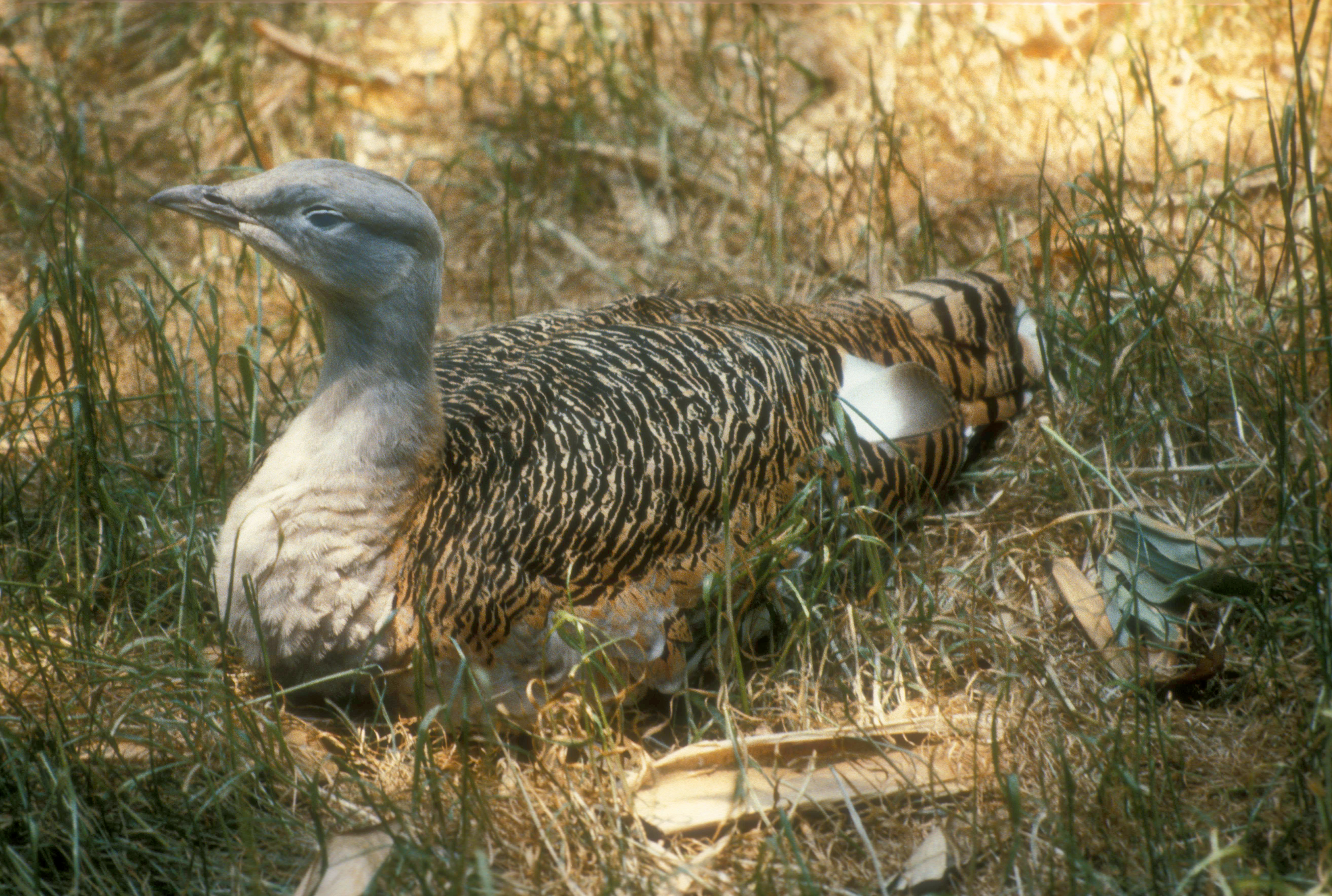
赴戦湖国立公園はノガンの重要な生息地。

赴戦湖国立公園（ぷじょんここくりつこうえん）では、朝鮮民主主義人民共和国咸鏡南道の咸鏡山脈にある国立公園である。

## 概要
赴戦湖国立公園は、北朝鮮の咸鏡南道北部の咸鏡山脈（Hamgyong Mountains）にあり、海抜900〜1190mの標高にある。この淡水湖である赴戦湖とそれに隣接する針葉樹林からなる2,600ヘクタールの敷地である。バードライフ・インターナショナルは、危急種のノガンのかなりの数をサポートしているため、重要野鳥生息地（IBA）として識別している。